# Liga Checa de Basquetebol de 2019-20
A Temporada da Liga Checa de Basquetebol de 2019-20, oficialmente Kooperativa Národní Basketbalová Liga por razões de patrocinadores, é a 27ª edição da competição de primeiro nível do basquetebol masculino na Chéquia.

## Clubes participantes
| Clube                     | Cidade         | Arena                      | Capacidade |
| ------------------------- | -------------- | -------------------------- | ---------- |
| mmcité1 Basket Brno       | Bruno          | Sportovní hala Sokola Brno | 1 100      |
| NH Ostrava                | Ostrava        | Bonver Aréna               | 1 700      |
| ERA Basketball Nymburk    | Nymburk        | Sportovní Centrum          | 2 000      |
| BK ARMEX Děčín            | Děčín          | ARMEX Sportcentrum         | 1 200      |
| GEOSAN Kolín              | Kolín          | Hala SOU Spojů             | 600        |
| Kingspan Královští sokoli | Hradec Králové |                            | 1 000      |
| DEKSTONE Tuři Svitavy     | Svitavy        | Na Střelnici               | 820        |
| BK JIP Pardubice          | Pardubice      | Sportovní hala Dašická     | 1 400      |
| USK Praha                 | Praga          | Hala Folimanka             | 1 300      |
| SLUNETA Ústí nad Labem    | Ústí nad Labem | Sportovni Hala Klise       | 1 500      |
| BK Opava                  | Opava          | Hala Opava                 | 3 006      |
| Olomoucko                 | Prostějov      | Sportcentrum DDM           | 2 100      |

## Tabela
| ↓ Casa\Visitante →        | BRN    | OST     | NYM    | DEC    | KOL    | KRA    | SVI     | PAR    | PRA    | SLU    | OPA    | OLO    |
| ------------------------- | ------ | ------- | ------ | ------ | ------ | ------ | ------- | ------ | ------ | ------ | ------ | ------ |
| mmcité1 Basket Brno       |        | 83-85   | 71-101 | 79-82  | 73-82  | 82-98  | 82-83   | 80-75  | 94-82  | 88-91  | 64-90  | 63-72  |
| NH Ostrava                | 99-89  |         | 84-111 | 71-78  | 101-89 | 89-98  | 75-105  | 66-115 | 78-100 | 91-86  | 72-107 | 97-92  |
| ERA Basketball Nymburk    | 116-70 | 95-81   |        | 102-84 | 114-75 | 102-65 | 98-76   | 88-52  | 99-78  | 112-76 | 92-75  | 106-67 |
| BK ARMEX Děčín            | 68-66  | 100-76  | 69-86  |        | 106-72 | 98-70  | 98-96   | 77-70  | 82-84  | 81-82  | 63-87  | 94-98  |
| GEOSAN Kolín              | 76-87  | 82-89   | 75-106 | 75-91  |        | 87-74  | 69-82   | 84-105 | 94-86  | 90-93  | 67-96  | 82-58  |
| Kingspan Královští sokoli | 78-76  | 92-72   | 80-117 | 69-70  | 108-97 |        | 102-107 | 68-89  | 95-85  | 90-106 | 82-104 | 97-112 |
| DEKSTONE Tuři Svitavy     | 94-73  | 108-86  | 70-97  | 86-66  | 91-81  | 102-83 |         | 80-74  | 78-70  | 78-67  | 90-70  | 85-82  |
| BK JIP Pardubice          | 91-65  | 93-62   | 61-85  | 84-69  | 94-82  | 106-71 | 78-77   |        | 91-81  | 67-65  | 73-87  | 63-83  |
| USK Praha                 | 76-59  | 83-79   | 80-90  | 96-78  | 95-87  | 82-74  | 93-84   | 58-63  |        | 78-83  | 88-58  | 84-77  |
| SLUNETA Ústí nad Labem    | 88-79  | 107-100 | 77-100 | 73-71  | 86-79  | 81-78  | 69-76   | 67-73  | 74-80  |        | 93-66  | 100-97 |
| BK Opava                  | 83-68  | 84-76   | 76-91  | 87-70  | 99-71  | 95-68  | 85-79   | 85-65  | 92-68  | 94-70  |        | 94-77  |
| Olomoucko                 | 84-69  | 106-62  | 70-106 | 91-87  | 104-77 | 93-70  | 85-92   | 82-69  | 90-77  | 104-61 | 85-90  |        |

## Segunda Fase

### Grupo A
| Pos | Clube                  | J  | V  | D  | P+ / P-    | %     | Classificação                                  |     | C/V    | DEC   | NYM   | OLO   | OPA     | PAR   | PRA    | SLU    | SVI |
| --- | ---------------------- | -- | -- | -- | ---------- | ----- | ---------------------------------------------- | --- | ------ | ----- | ----- | ----- | ------- | ----- | ------ | ------ | --- |
| 1   | ERA Basketball Nymburk | 28 | 28 | 0  | 2836:02:00 | 100.0 | Classificados para os Playoffs                 | DEC |        | 81-93 |       |       |         |       |        | 78-98  |     |
| 2   | BK Opava               | 28 | 20 | 8  | 2442:25:00 | 71.4  | Classificados para os Playoffs                 | NYM |        |       |       |       | 109-87  |       | 102-78 | 100-83 |     |
| 3   | DEKSTONE Tuři Svitavy  | 28 | 19 | 9  | 2514:53:00 | 67.9  | Classificados para os Playoffs                 | OLO | 103-92 | 73-90 |       | 70-86 |         |       |        | 92-69  |     |
| 4   | SLUNETA Ústí nad Labem | 28 | 16 | 12 | 2369:12:00 | 57.1  | Classificados para os Playoffs                 | OPA | 91-77  |       |       |       |         | 82-71 |        |        |     |
| 5   | BK JIP Pardubice       | 27 | 15 | 12 | 2219:56:00 | 55.6  | Classificados para os Playoffs                 | PAR |        |       | 96-90 | 97-65 |         | 77-79 |        |        |     |
| 6   | Olomoucko              | 28 | 15 | 13 | 2470:04:00 | 53.6  | Classificados para os Playoffs                 | PRA |        | 88-93 | 86-91 |       |         |       |        |        |     |
| 7   | USK Praha              | 28 | 13 | 15 | 2353:45:00 | 46.4  | Classificados para as preliminares de Playoffs |     | SLU    | 98-83 |       |       | 82-70   | 91-77 | 107-93 |        |     |
| 8   | BK ARMEX Děčín         | 27 | 10 | 17 | 2231:03:00 | 37.0  | Classificados para as preliminares de Playoffs |     | SVI    |       |       |       | 116-108 |       | 76-94  |        |     |

### Grupo B
| Pos | Clube                     | J  | V | D  | P+ / P-    | %    | Classificação                  |     | C/V   | BRN   | KOL   | OST    | SOK   |
| --- | ------------------------- | -- | - | -- | ---------- | ---- | ------------------------------ | --- | ----- | ----- | ----- | ------ | ----- |
| 1   | mmcité1 Basket Brno       | 27 | 8 | 19 | 2115:34:00 | 29.6 | Classificados para os Playoffs |     | BRN   |       |       | 86-59  | 89-71 |
| 2   | Kingspan Královští sokoli | 27 | 8 | 19 | 2244:45:00 | 29.6 | Classificados para os Playoffs |     | KOL   | 77-78 |       | 106-92 | 66-82 |
| 7   | NH Ostrava                | 27 | 8 | 19 | 2243:21:00 | 29.6 |                                |     | OST   | 77-80 | 97-89 |        | 85-74 |
| 8   | GEOSAN Kolín              | 27 | 5 | 22 | 2220:18:00 | 18.5 |                                | SOK | 76-85 | 91-68 |       |        |       |

## Playoffs
|  | Quartas de final | Quartas de final | Quartas de final |  |  | Semifinais | Semifinais | Semifinais |  |  | Final | Final | Final |
|  |                  |                  |                  |  |  |            |            |            |  |  |       |       |       |
|  |                  |                  |                  |  |  |            |            |            |  |  |       |       |       |
|  | 1                |                  |                  |  |  |            |            |            |  |  |       |       |       |
|  | 8                |                  |                  |  |  |            |            |            |  |  |       |       |       |
|  |                  |                  |                  |  |  |            |            |            |  |  |       |       |       |
|  |                  |                  |                  |  |  |            |            |            |  |  |       |       |       |
|  |                  |                  |                  |  |  |            |            |            |  |  |       |       |       |
|  | 4                |                  |                  |  |  |            |            |            |  |  |       |       |       |
|  |                  |                  |                  |  |  |            |            |            |  |  |       |       |       |
|  | 5                |                  |                  |  |  |            |            |            |  |  |       |       |       |
|  |                  |                  |                  |  |  |            |            |            |  |  |       |       |       |
|  |                  |                  |                  |  |  |            |            |            |  |  |       |       |       |
|  | 2                |                  |                  |  |  |            |            |            |  |  |       |       |       |
|  | 7                |                  |                  |  |  |            |            |            |  |  |       |       |       |
|  |                  |                  |                  |  |  |            |            |            |  |  |       |       |       |
|  |                  |                  |                  |  |  |            |            |            |  |  |       |       |       |
|  |                  |                  |                  |  |  |            |            |            |  |  |       |       |       |
|  | 3                |                  |                  |  |  |            |            |            |  |  |       |       |       |
|  |                  |                  |                  |  |  |            |            |            |  |  |       |       |       |
|  | 6                |                  |                  |  |  |            |            |            |  |  |       |       |       |

#### Quartas de final
| Time 1 | Série | Time 2 | 1º Jogo | 2º Jogo | 3º Jogo | 4º Jogo | 5º Jogo |
| ------ | ----- | ------ | ------- | ------- | ------- | ------- | ------- |
|        | -     |        |         |         |         |         |         |
|        | -     |        |         |         |         |         |         |
|        | -     |        |         |         |         |         |         |
|        | -     |        |         |         |         |         |         |

#### Semifinal
| Time 1 | Série | Time 2 | 1º Jogo | 2º Jogo | 3º Jogo | 4º Jogo | 5º Jogo |
| ------ | ----- | ------ | ------- | ------- | ------- | ------- | ------- |
|        | -     |        |         |         |         |         |         |
|        | -     |        |         |         |         |         |         |

#### Final
| Time 1 | Série | Time 2 | 1º Jogo | 2º Jogo | 3º Jogo | 4º Jogo | 5º Jogo |
| ------ | ----- | ------ | ------- | ------- | ------- | ------- | ------- |
|        | -     |        |         |         |         |         |         |

### Premiação
| Kooperativa NBL de 2019-20 |
| -------------------------- |
| ?º Título                  |

## Clubes checos em competições europeias
| Clube          | Competição        | Resultado                                             |
| -------------- | ----------------- | ----------------------------------------------------- |
| ERA Nymburk    | Liga dos Campeões |                                                       |
| Pardubice      | Copa Alpe Ádria   |                                                       |
| Brno           | Copa Alpe Ádria   | Eliminado na Temporada Regular (3º Gr. B com 1v - 5d) |
| Opava          | Copa Alpe Ádria   | Eliminado nas quartas de finais por BK Děčín          |
| Usti nad Labem | Copa Alpe Ádria   | Eliminado nas quartas de finais por BC Vienna         |
| Děčín          | Copa Alpe Ádria   |                                                       |